# Баккал, Семён Абрамович
Семён Абра́мович Бакка́л (12 [24] марта 1888, Бахчисарай, Таврическая губерния — 24 февраля 1964, Одесса) — советский врач-хирург, доктор медицинских наук, профессор. Участник Первой мировой, гражданской и Великой Отечественной войн.

## Биография
Родился в 1888 году в Бахчисарае. Караим.
В 1916 году окончил медицинский факультет Императорского Новороссийского университета. Во время Первой мировой войны служил зауряд-врачом 1-го разряда в должности ординатора 2-го полевого подвижного госпиталя 14-й пехотной дивизии. В 1918—1921 годах — военный врач РККА, заведующий лабораторией 1-го инфекционного госпиталя.
С 1921 по 1941 год работал в Одесском медицинском институте ординатором, аспирантом, ассистентом на кафедре факультетской хирургии профессора В. Л. Покотило, определившего основное научное направление исследований Баккала. Под руководством ассистента Баккала свои первые научные работы выполнял известный в будущем хирург Е. А. Вагнер. В 1937 году защитил докторскую диссертацию по медицине на тему «Применение анилиновых красок бриллиантовой и малахитовой зелени как дезинфицирующих средств в хирургии». Учёная степень доктора медицинских наук присуждена в 1939 году.
22 июня 1941 года Ворошиловским райвоенкоматом Одессы призван в действующую армию. Служил в звании военврача 2-го ранга главным хирургом, помощником начальника полевого подвижного госпиталя № 576 Южного фронта по медицинской части. Служил в Сталинграде, а с 25 июня 1942 года — в эвакогоспитале № 3667 в Ташкенте. В 1943—1944 годах — второй профессор кафедры факультетской хирургии Казахского медицинского института в Алма-Ате.
Вернулся в Одессу в 1944 году. В 1946 году утверждён профессором кафедры общей хирургии Одесского мединститута, в 1948—1951 годах — заведующий кафедрой. В 1951—1953 годах — заведующий кафедрой хирургии детского возраста Одесского мединститута. В 1953 году вышел на пенсию.
Умер 24 февраля 1964 года в Одессе. Похоронен на Третьем еврейском кладбище.

### Личная жизнь
Жена — Анна Захаровна Баккал, урождённая Седенко, участница Великой Отечественной войны, работала вместе с мужем в госпиталях и в тылу в качестве операционной медицинской сестры.
Проживал в Одессе по адресу ул. Островидова, 41.

## Научная деятельность
Автор более 20 научных работ, посвящённых вопросам использования анилиновых красок как дезинфицирующих средств и применению тканевой терапии по методу академика В. П. Филатова при спонтанной гангрене, послеожёговых стриктурах пищевода и т. п.
Имя хирурга в медицине носит так называемый «способ Баккала»:
- способ обработки операционного поля: смазывание кожи 1% спиртовым раствором бриллиантовой зелени;
- способ обработки рук хирурга: смазывание рук в течение двух минут «баккалином» (смесь хинозола с 2% спиртовым раствором бриллиантовой зелени);
- способ стерилизации кетгута: выдерживание кетгута в течение трёх суток в 1% спиртовом растворе малахитовой зелени с последующим хранением в спирте[3].

## Награды
- Орден Святого Станислава 3-й степени с мечами и бантом[3]
- Орден Красной Звезды (1942)[2]
- Медаль «За победу над Германией в Великой Отечественной войне 1941—1945 гг.»[5]
- Медаль «За доблестный труд в Великой Отечественной войне 1941—1945 гг.»[5]